# Match de football Brésil - France (1986)
Pour les articles homonymes, voir Match de football Brésil – France.
Le match Brésil - France est une rencontre de quart de finale de la Coupe du monde de football 1986 qui s'est déroulée le 21 juin 1986 au stade Jalisco de Guadalajara (Mexique) devant près de 65 000 spectateurs. 
Riche en intensité, ce match fut l'un des plus beaux de la compétition et a notamment marqué les esprits en France, dont l'équipe s'imposa à l'issue des tirs au but.

## Repères

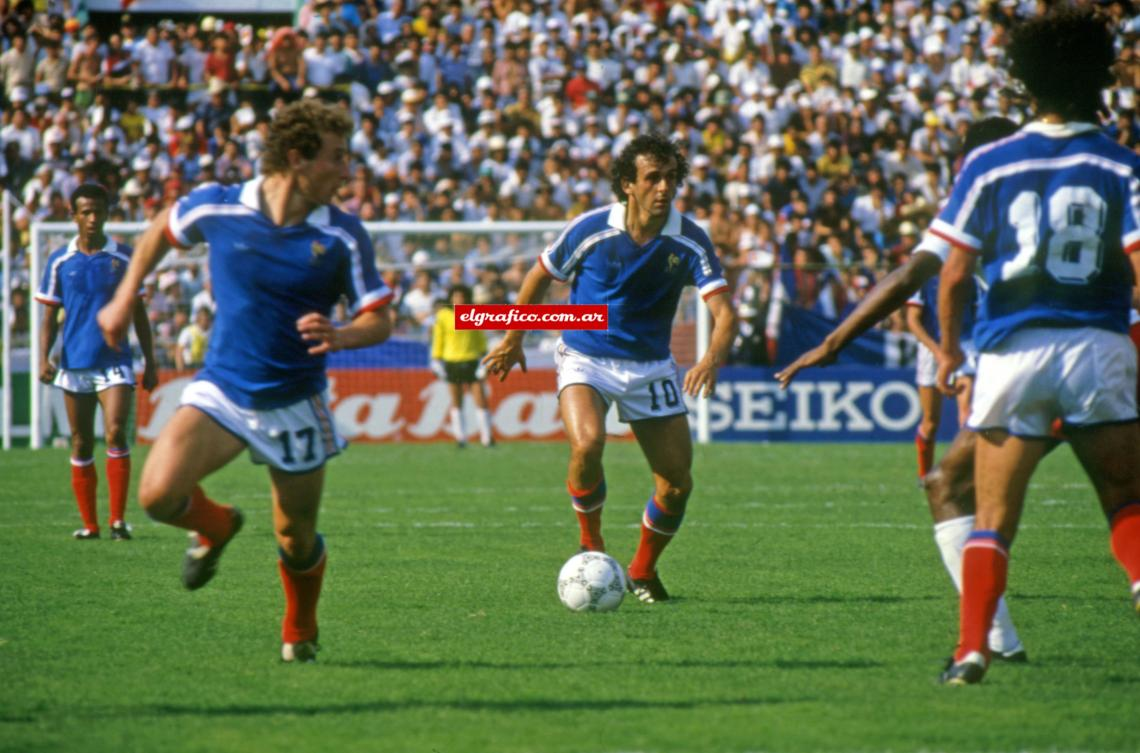
Michel Platini (au centre) contre le Canada au 1er tour.

- La France effectue un bon parcours : elle signe deux victoires (Canada et Hongrie) et un match nul (Union Soviétique) au premier tour puis élimine avec la manière l'Italie, championne du monde sortante, en huitièmes de finale (2-0). Malgré la blessure non parfaitement récupérée de Platini, la France joue un beau jeu, axé sur l'offensive. Son milieu de terrain (le carré magique) est l'un des plus efficaces au monde : Tigana-Giresse-Platini-Fernandez. La France, ayant gagné le Championnat d'Europe deux ans auparavant, fait donc logiquement partie des favoris de cette Coupe du monde.
- Le Brésil après sa cruelle élimination quatre ans plus tôt en Espagne face à l'Italie au deuxième tour part également favori de cette compétition. Bâtie autour de « survivants » de l'édition précédente (Zico, Sócrates, Falcão) et de jeunes talents (Júlio César, Müller, Branco), la sélection auriverde pratique un jeu que tout le monde apprécie, le « football-samba » basé sur le jeu à une touche de balle et la mise en valeur des qualités techniques des joueurs. Après un premier tour réussi (le plein de points, 5 buts marqués/aucun encaissé) suivi d'une nette victoire sur le score de 4 à 0 contre la Pologne en huitièmes de finale, les brasileiros se présentent confiants face aux Français.

- Le match, diffusé en direct sur Antenne 2, est commenté par Michel Drucker et Roger Piantoni. Le lendemain, TF1 le rediffuse avec, cette fois au micro, le duo de journalistes Thierry Roland et Jean-Michel Larqué.

## Feuille de match
| Sélectionneur : |
| Telê Santana    |

| Sélectionneur : |
| Henri Michel    |

| Sélectionneur : |
| Telê Santana    |

| Sélectionneur : |
| Henri Michel    |

## Compte rendu du match

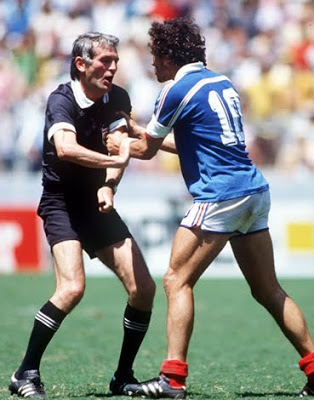
Michel Platini s'en prenant à l'arbitre Ioan Igna durant le match.

La première action est Française, avec une percée de Michel Platini sur la défense Brésilienne en début de match.
Careca ouvre rapidement le score (17e). Les Bleus subissent et frôlent à plusieurs occasions. l'asphyxie sous le chaud soleil aztèque, notamment par un tir de Muller sur le poteau. Mais Platini égalise avant la mi-temps (40e). Le match, globalement équilibré, mais où les Brésiliens se créent les meilleures occasions, est riche en intensité et en qualité de jeu. En deuxième mi-temps, Français comme Brésiliens vont se procurer plusieurs occasions; Careca place une tête sur la barre. Coté Français Jean Tigana manque une sublime occasion d'inscrire un but, mais ce dernier fait le dribble de trop. A la 72e minute, Zico remplace Müller. Sur son premier ballon, il lance en profondeur Branco, qui est fauché par Bats dans la surface de réparation. Sur son deuxième ballon, il tire le penalty, mais Bats repousse sa tentative maladroite (75e). Un peu plus tard, le gardien français repousse d'un arrêt réflexe une tête de ce même Zico aux six mètres. La prolongation est marquée par l'acte d'antijeu de Carlos, le gardien brésilien, qui sorti de sa surface, ceinture Bellone alors que celui-ci était lancé par une superbe passe en profondeur de Michel Platini allait l'éliminer et se retrouver face au but vide. 
Seule la séance de tirs au but départage les deux équipes : Platini (qui frappe au-dessus) pour la France, Socrates (qui échoue sur Bats) et Júlio César (sur le poteau) pour le Brésil échouent, et c'est Fernandez qui tire le penalty permettant de qualifier les Tricolores.